# FRAP (Biologie)
FRAP (fluorescence recovery after photobleaching) bezeichnet eine Methode aus der Mikrobiologie und Biophysik, die zur Messung von Diffusionsgeschwindigkeiten und Bindekinetik in Zellen und dünnen Flüssigkeitsfilmen dient. Sie kann z. B. zum Nachweis der Fluidität von Biomembranen verwendet werden.

## Funktionsweise
Bei FRAP werden die interessierenden Moleküle mit Fluoreszenzmarkern versehen (z. B. Oberflächenproteine auf Zellen mit fluoreszenz-markierten Antikörpern). Die Beobachtung der Probe erfolgt in einem Fluoreszenzmikroskop. In einem nächsten Schritt wird die Fluoreszenzintensität an einem bestimmten Ort vermessen. Am selben Ort wird diese Fluoreszenz durch einen kurzen Laserpuls lokal zerstört. Bei diesem Photobleichung genannten Vorgang gehen die fluoreszierenden Moleküle irreversibel in einen nicht-fluoreszierenden Zustand über. Als Folge bildet sich ein „schwarzer Fleck“ in der Probe aus, in den erst langsam die Moleküle aus der Umgebung eindiffundieren. Mit diesem Molekülzustrom kommen auch wieder fluoreszierende Moleküle an die gebleichte Stelle und die Diffusionszeit (bzw. Diffusionskonstante) kann durch Messung des Verlaufs der Fluoreszenzintensität über der Zeit bestimmt werden. Je später die ursprüngliche Intensität erreicht wird, desto langsamer ist auch die Diffusion der fluoreszierenden Komponente.